# Oddset Hockey Games 2012
Oddset Hockey Games 2012 byl turnaj v rámci série Euro Hockey Tour 2011/2012, který probíhal od 9. do 12. února 2012. Úvodní zápas turnaje mezi finskou a ruskou hokejovou reprezentací se uskutečnil pod širým nebem na Olympijském stadiónu v Helsinkách, ostatní zápasy proběhly v Ericsson Globe Areně ve švédském Stockholmu. Turnaj se přejmenoval z LG Hockey Games na Oddset Hockey Games. Švédsko zvítězilo na turnaji už druhý rok v řadě, česká reprezentace obsadila druhé místo.

## Tabulka
| Poř. | Tým     | Z | V | VP | PP | P | VG | OG | B |
| ---- | ------- | - | - | -- | -- | - | -- | -- | - |
| 1.   | Švédsko | 3 | 2 | 0  | 1  | 0 | 8  | 4  | 7 |
| 2.   | Česko   | 3 | 1 | 1  | 0  | 1 | 6  | 8  | 5 |
| 3.   | Rusko   | 3 | 1 | 0  | 0  | 2 | 3  | 8  | 3 |
| 4.   | Finsko  | 3 | 1 | 0  | 0  | 2 | 8  | 5  | 3 |

Z = Odehrané zápasy; V = Výhry; VP = Výhry v prodloužení/nájezdech; PP = Prohry v prodloužení/nájezdech; VG = vstřelené góly; OG = obdržené góly; B = Body

## Zápasy
| 9. února 2012 17:30 SEČ | Finsko | 0:2 (0:1, 0:0, 0:1) | Rusko | Olympijský stadión v Helsinkách, Helsinky Návštěvnost: 25 036 |  |

| Report     |            |          |                                              |                                        |
| Ari Ahonen | Ari Ahonen | Brankáři | Michail Birjukov                             | Rozhodčí: Martin Fraňo Antonín Jeřábek |
|            |            |          | Stanislav Chistov 19:17' Ilja Nikulin 46:32' | Rozhodčí: Martin Fraňo Antonín Jeřábek |
| 8 min      | 8 min      | Tresty   | 10 min                                       | Rozhodčí: Martin Fraňo Antonín Jeřábek |
| 32         | 32         | Střely   | 25                                           | Rozhodčí: Martin Fraňo Antonín Jeřábek |

| 9. února 2012 19:00 SEČ | Česko | 2:1 SN (0:0, 0:1, 1:0 - 0:0) | Švédsko | Ericsson Globe Areně, Stockholm Návštěvnost: 7125 |  |

| Report                                          |                                                 |          |                           |                                       |
| Tomáš Pöpperle                                  | Tomáš Pöpperle                                  | Brankáři | Johan Gustafsson          | Rozhodčí: Jari Leppäalho Jari Levonen |
| Jan Kolář 51:04' rozhodující nájezd Petr Nedvěd | Jan Kolář 51:04' rozhodující nájezd Petr Nedvěd |          | Nicklas Danielsson 23:01' | Rozhodčí: Jari Leppäalho Jari Levonen |
| 12 min                                          | 12 min                                          | Tresty   | 10 min                    | Rozhodčí: Jari Leppäalho Jari Levonen |
| 23                                              | 23                                              | Střely   | 39                        | Rozhodčí: Jari Leppäalho Jari Levonen |

| 11. února 2012 12:00 SEČ | Finsko | 7:0 (3–0, 2–0, 2–0) | Česko | Ericsson Globe Areně, Stockholm Návštěvnost: 3755 |  |

| Report |              |          |             |                                       |
| Niko Hovinen | Niko Hovinen | Brankáři | Jakub Kovář | Rozhodčí: Mikael Nord Mikael Sjöqvist |
| Leo Komarov 09:55' Janne Pesonen 12:38' Juhamatti Aaltonen 19:01' Janne Lahti 31:19' Petri Kontiola 39:21' Janne Niskala 40:12' Janne Pesonen 40:30' |              |          |             | Rozhodčí: Mikael Nord Mikael Sjöqvist |
| 10 min | 10 min       | Tresty   | 10 min      | Rozhodčí: Mikael Nord Mikael Sjöqvist |
| 34 | 34           | Střely   | 18          | Rozhodčí: Mikael Nord Mikael Sjöqvist |

| 11. února 2012 16:30 SEČ | Švédsko | 4:1 (0:0, 1:0, 3:1) | Rusko | Ericsson Globe Areně, Stockholm Návštěvnost: 9062 |  |

| Report                                                                                          |                                                                                                 |          |                        |                                       |
| Viktor Fasth                                                                                    | Viktor Fasth                                                                                    | Brankáři | Ilja Yežov             | Rozhodčí: Jari Leppäalho Jari Levonen |
| Mattias Ekholm 38:46' Nicklas Danielsson 41:38' Jakob Silfverberg 19:01' Tony Mårtensson 56:33' | Mattias Ekholm 38:46' Nicklas Danielsson 41:38' Jakob Silfverberg 19:01' Tony Mårtensson 56:33' |          | Alex Rjazantšev 45:04' | Rozhodčí: Jari Leppäalho Jari Levonen |
| 12 min                                                                                          | 12 min                                                                                          | Tresty   | 18 min                 | Rozhodčí: Jari Leppäalho Jari Levonen |
| 40                                                                                              | 40                                                                                              | Střely   | 24                     | Rozhodčí: Jari Leppäalho Jari Levonen |

| 12. února 2012 12:00 SEČ | Rusko | 0:4 (0–2, 0–1, 0–1) | Česko | Ericsson Globe Areně, Stockholm Návštěvnost: 1157 |  |

| Report           |                  |          |                                                                                |                                           |
| Michail Birjukov | Michail Birjukov | Brankáři | Jakub Kovář                                                                    | Rozhodčí: Patrik Sjöberg Morgan Johansson |
|                  |                  |          | Jakub Nakládal 02:02' Petr Nedvěd 15:08' Kamil Kreps 33:06' Petr Koukal 55:03' | Rozhodčí: Patrik Sjöberg Morgan Johansson |
| 10 min           | 10 min           | Tresty   | 6 min                                                                          | Rozhodčí: Patrik Sjöberg Morgan Johansson |
| 19               | 19               | Střely   | 29                                                                             | Rozhodčí: Patrik Sjöberg Morgan Johansson |

| 12. února 2012 16:30 SEČ | Švédsko | 3:1 (0:0, 1:0, 2:1) | Finsko | Ericsson Globe Areně, Stockholm Návštěvnost: 9263 |  |

| Report                                                               |                                                                      |          |                      |                                                |
| Viktor Fasth                                                         | Viktor Fasth                                                         | Brankáři | Joni Ortio           | Rozhodčí: Vyacheslav Bulanov Konstantin Olenin |
| Staffan Kronwall 35:59' Jonas Andersson 45:52' Joel Lundqvist 58:11' | Staffan Kronwall 35:59' Jonas Andersson 45:52' Joel Lundqvist 58:11' |          | Janne Pesonen 46:34' | Rozhodčí: Vyacheslav Bulanov Konstantin Olenin |
| 8 min                                                                | 8 min                                                                | Tresty   | 12 min               | Rozhodčí: Vyacheslav Bulanov Konstantin Olenin |
| 36                                                                   | 36                                                                   | Střely   | 28                   | Rozhodčí: Vyacheslav Bulanov Konstantin Olenin |

## Kanadské bodování
| Poř. | Hráč               | Země    | Z | G | A | B | +/− | TM | POZ |
| ---- | ------------------ | ------- | - | - | - | - | --- | -- | --- |
| 1    | Janne Pesonen      | Finsko  | 3 | 3 | 0 | 3 | +4  | 0  | Ú   |
| 2    | Nicklas Danielsson | Švédsko | 3 | 2 | 1 | 3 | +2  | 8  | Ú   |
| 3    | Juhamatti Aaltonen | Finsko  | 3 | 1 | 2 | 3 | +3  | 2  | Ú   |
| 4    | Jakub Nakládal     | Česko   | 3 | 1 | 2 | 3 | −1  | 0  | O   |
| 5    | Petr Nedvěd        | Česko   | 3 | 2 | 0 | 2 | −3  | 2  | Ú   |

Z = Odehrané zápasy; G = Vstřelené góly; A = Asistence; B = Body; VG = vstřelené góly; TM = Trestné minuty; POZ = Pozice

## Ocenění

### Nejlepší hráči
Vybráni direktoriátem turnaje.
| Pozice  | Hráč               |
| ------- | ------------------ |
| Brankář | Viktor Fasth       |
| Obránce | Mattias Ekholm     |
| Útočník | Juhamatti Aaltonen |

## All-Star-Team
| Pozice  | Hráč               |
| ------- | ------------------ |
| Brankář | Viktor Fasth       |
| Obránce | Ossi Väänänen      |
| Obránce | Mattias Ekholm     |
| Útočník | Juhamatti Aaltonen |
| Útočník | Jevgenij Kuzněcov  |
| Útočník | Nicklas Danielsson |